# تپه گنج گاه حصاری
تپه گنج گاه حصاری مربوط به سده‌های میانه دوران‌های تاریخی پس از اسلام است و در شهرستان جاجرم، بخش مرکزی، دهستان میاندشت، ۴ کیلومتری جنوب شرق جاجرم واقع شده و این اثر در تاریخ ۷ اسفند ۱۳۸۶ با شمارهٔ ثبت ۲۱۳۰۰ به‌عنوان یکی از آثار ملی ایران به ثبت رسیده است.